# Route nationale 93b
La route nationale 93B, ou RN 93B, est une ancienne route nationale française reliant Saint-Pierre-d'Argençon à Aspremont.

## Histoire
Jusqu'aux années 1950, la RN 93 se terminait à Sisteron. Lorsqu'elle a été redirigée sur Aspres-sur-Buëch, l'ancien tronçon de Saint-Pierre-d'Argençon à Aspremont est devenu la RN 93B tandis que celui d'Aspremont à Sisteron était réaffecté à la RN 75.
La réforme de 1972 entraîne le déclassement de cette RN 93B. Elle devient la RD 993B et sa gestion est confiée au département des Hautes-Alpes.